# Marte y Venus (Jacopo de' Barbari)
Marte y Venus es un grabado sobre cobre del artista renacentista veneciano Jacopo de'Barbari que data alrededor de 1510.
Jacopo de' Barbari conoció a Alberto Durero en Núremberg alrededor del año 1500. Los dos artistas se influyeron mutuamente, especialmente en lo que respecta a la representación de la anatomía y sus proporciones. 
Este trabajo data de la última parte de la carrera de Jacopo; finalmente encontró una respuesta favorable en Flandes, donde el artista estuvo al servicio de Margarita de Austria (1480-1530), como lo demuestran los cuadros de Mabuse Adán y Eva o Neptuno y Anfitrite (1516). 

## Análisis
Jacopo de 'Barbari reaviva con esta obra el interés por la representación anatómica. El trazo es flexible y el modelado pictórico gracias al tratamiento muy variado y matizado de las líneas del cincel y al fondo regularmente veteado que da sustancia a la imagen. 
El Adán y Eva de Durero no está lejos: en ambos casos el fondo es oscuro y la iluminación lateral. 